# Jean Thierry Lazare
Jean Thierry Lazare Amani, né le 7 mars 1998 à Diégonéfla en Côte d'Ivoire, est un footballeur international ivoirien qui joue au poste de milieu de terrain.

## Biographie

### En club
Lazare Amani est lié contractuellement à l'Union Saint-Gilloise jusqu'en juin 2025.
En manque de temps de jeu, notamment en raison de son absence de la liste européenne, il est prêté au Standard de Liège lors du mercato hivernal 2024-2025 jusqu'à la fin de la saison, avec une option d'achat.

### En sélections nationales
Il participe avec l'équipe de Côte d'Ivoire des moins de 20 ans au Tournoi de Toulon en 2017. Lors de cette compétition, il inscrit deux buts, contre la France et la Tchéquie. Les jeunes ivoiriens sont battus en finale par les joueurs anglais, aux tirs au but.
Le 28 décembre 2023, il est retenu dans la liste des vingt-sept joueurs ivoiriens sélectionnés par Jean-Louis Gasset pour disputer la Coupe d'Afrique des nations 2023.

## Statistiques

### En club
| Saison                | Club                        | Championnat           | Championnat | Championnat | Championnat | Coupe nationale | Coupe nationale | Coupe nationale | Coupe de la Ligue | Coupe de la Ligue | Coupe de la Ligue | Supercoupe | Supercoupe | Supercoupe | Compétition(s) continentale(s) | Compétition(s) continentale(s) | Compétition(s) continentale(s) | Compétition(s) continentale(s) | Total | Total | Total |
| Saison                | Club                        | Division              | M.          | B.          | P.d.        | M.              | B.              | P.d.            | M.                | B.                | P.d.              | M.         | B.         | P.d.       | Comp.                          | M.                             | B.                             | P.d.                           | M.    | B.    | P.d.  |
| 2016-2017             | KAS Eupen                   | Division 1A           | 22+4        | 2+0         | 5+0         | 4               | 0               | 0               | -                 | -                 | -                 | -          | -          | -          | -                              | -                              | -                              | -                              | 30    | 2     | 5     |
| 2017-2018             | KAS Eupen                   | Division 1A           | 24+6        | 0+0         | 1+0         | 2               | 0               | 0               | -                 | -                 | -                 | -          | -          | -          | -                              | -                              | -                              | -                              | 32    | 0     | 1     |
| 2018-2019             | KAS Eupen                   | Division 1A           | 20+8        | 0+1         | 0+2         | 1               | 0               | 0               | -                 | -                 | -                 | -          | -          | -          | -                              | -                              | -                              | -                              | 29    | 1     | 2     |
| 2019-2020             | KAS Eupen                   | Division 1A           | 7           | 1           | 0           | 1               | 0               | 0               | -                 | -                 | -                 | -          | -          | -          | -                              | -                              | -                              | -                              | 8     | 1     | 0     |
| Sous-total            | Sous-total                  | Sous-total            | 91          | 4           | 8           | 8               | 0               | 0               | -                 | -                 | -                 | -          | -          | -          | -                              | -                              | -                              | -                              | 99    | 4     | 8     |
| 2019-2020             | Charleroi SC                | Division 1A           | 0           | 0           | 0           | -               | -               | -               | -                 | -                 | -                 | -          | -          | -          | -                              | -                              | -                              | -                              | 0     | 0     | 0     |
| 2020-2021             | GD Estoril-Praia (prêt)     | Segunda Liga          | 21          | 1           | 0           | 5               | 2               | 1               | 1                 | 0                 | 0                 | -          | -          | -          | -                              | -                              | -                              | -                              | 27    | 3     | 1     |
| 2021-2022             | Union Saint-Gilloise (prêt) | Division 1A           | 28+6        | 2+0         | 2+0         | 2               | 1               | 0               | -                 | -                 | -                 | -          | -          | -          | -                              | -                              | -                              | -                              | 36    | 3     | 2     |
| 2022-2023             | Union Saint-Gilloise        | Division 1A           | 30+6        | 2+1         | 7+0         | 5               | 2               | 0               | -                 | -                 | -                 | -          | -          | -          | C1+C3                          | 2+9                            | 0+2                            | 0+2                            | 52    | 7     | 9     |
| 2023-2024             | Union Saint-Gilloise        | Division 1A           | 23+8        | 0+0         | 4+1         | 4               | 0               | 1               | -                 | -                 | -                 | -          | -          | -          | C3+C4                          | 8+2                            | 0+0                            | 1+0                            | 45    | 0     | 7     |
| 2024-2025             | Union Saint-Gilloise        | Division 1A           | 11          | 0           | 0           | 0               | 0               | 0               | -                 | -                 | -                 | 1          | 0          | 0          | C1                             | -                              | -                              | -                              | 12    | 0     | 0     |
| Sous-total            | Sous-total                  | Sous-total            | 112         | 5           | 14          | 11              | 3               | 1               | -                 | -                 | -                 | 1          | 0          | 0          | -                              | 21                             | 2                              | 3                              | 145   | 10    | 18    |
| 2024-2025             | Standard de Liège (prêt)    | Division 1A           | 8+10        | 1+1         | 0+1         | -               | -               | -               | -                 | -                 | -                 | -          | -          | -          | -                              | -                              | -                              | -                              | 18    | 2     | 1     |
| Total sur la carrière | Total sur la carrière       | Total sur la carrière | 276         | 14          | 25          | 26              | 6               | 2               | 1                 | 0                 | 0                 | 1          | 0          | 0          | -                              | 21                             | 2                              | 3                              | 325   | 22    | 30    |

### En sélections nationales
| Saison                | Sélection             | Phases finales        | Phases finales | Phases finales | Phases finales | Éliminatoires | Éliminatoires | Éliminatoires | Matchs amicaux | Matchs amicaux | Matchs amicaux | Total | Total | Total |
| Saison                | Sélection             | Compétition           | M              | B              | Pd             | M             | B             | Pd            | M              | B              | Pd             | M     | B     | Pd    |
| --------------------- | --------------------- | --------------------- | -------------- | -------------- | -------------- | ------------- | ------------- | ------------- | -------------- | -------------- | -------------- | ----- | ----- | ----- |
| 2022-2023             | Côte d'Ivoire         | -                     | -              | -              | -              | -             | -             | -             | 1              | 0              | 0              | 1     | 0     | 0     |
| 2023-2024             | Côte d'Ivoire         | CAN 2024              | 2              | 0              | 0              | 2             | 0             | 0             | 1              | 0              | 0              | 5     | 0     | 0     |
| Total sur la carrière | Total sur la carrière | Total sur la carrière | 2              | 0              | 0              | 2             | 0             | 0             | 2              | 0              | 0              | 6     | 0     | 0     |

#### Matchs internationaux
| Matchs internationaux de Jean Thierry Lazare | Matchs internationaux de Jean Thierry Lazare | Matchs internationaux de Jean Thierry Lazare    | Matchs internationaux de Jean Thierry Lazare | Matchs internationaux de Jean Thierry Lazare | Matchs internationaux de Jean Thierry Lazare | Matchs internationaux de Jean Thierry Lazare                    |
|                                              | Date                                         | Lieu                                            | Adversaire                                   | Résultat                                     | Compétition                                  | Notes                                                           |
| -------------------------------------------- | -------------------------------------------- | ----------------------------------------------- | -------------------------------------------- | -------------------------------------------- | -------------------------------------------- | --------------------------------------------------------------- |
| 1.                                           | 16 novembre 2022                             | Stade Alassane Ouattara, Abidjan, Côte d'Ivoire | Burundi                                      | 4 - 0                                        | Match amical                                 | Entre en jeu à la place de Datro Fofana à la 59e minute de jeu. |

## Palmarès

### En club
|  |  | Union Saint-Gilloise - Championnat de Belgique : - Vice-champion : 2022 et 2024. - Vainqueur : 2025. - Coupe de Belgique (1) : - Vainqueur : 2024. - Supercoupe de Belgique (1) : - Vainqueur : 2024. |

### En sélections nationales
|  |  | Côte d'Ivoire - Coupe d'Afrique des nations (1) : - Vainqueur : 2024. |